# Arachosia proseni
Arachosia proseni là một loài nhện trong họ Anyphaenidae.
Loài này thuộc chi Arachosia. Arachosia proseni được Cândido Firmino de Mello-Leitão miêu tả năm 1944.